# Brassói csata (1603)
A brassói csata, a hosszú háború része, 1603. július 17-én zajlott egyrészt Radu Șerban vezette Havasalföld és a Habsburg Birodalom, másrészt a Székely Mózes erdélyi fejedelem vezette erdélyi csapatok között.
Székely Mózes a csatatéren elesett, Radu Șerban pedig Erdély uralkodója lett 1603 szeptemberéig, amikor is Giorgio Basta és a császári biztosok a császár nevében átvették az ország irányítását. Az erdélyi sereg nagy része elpusztult, egy feljegyzés 144 nemesi áldozatot sorolt fel név szerint.

## Háttere
A csatát megelőző évtized viharos volt Erdély számára, amelynek során a Habsburgok mintha elveszítették volna hatalmukat a tartomány felett. Báthory Zsigmond fejedelmet 1581-ben, kilenc évesen név4legesen megválasztották, 1593 és 1601 között pedig háromszor mondott le a trónról a család többi tagja javára, a császár kívánságának megfelelően.
Rövid idõszakok után, amelyek során Erdélyt Vitéz Mihály havasalföldi fejedelem, majd Giorgio Basta Habsburg-tábornok zsoldosai irányították, Székely Mózes hadvezér lázadásra buzdította az õslakos erdélyi csapatokat, és a török-tatár segéderõk támogatásával kikiáltatta magát erdélyi fejedelemnek 1603. május 8-án.
Radu Șerban számára elfogadhatatlan volt, hogy Székely a Habsburgok erdélyi jelenlétét egy, az Oszmán Birodalommal barátkozó kormánnyal kívánja felváltani, aki „nem engedhette, hogy Havaselve a Dunától délre fekvő Oszmán Birodalom és a felesküdött Erdély közötti terület hozzá való hűsége megkérdőjeleződjön”. Az erdélyi nemesség nagy része Șerbán mellé állt, bitorló túlkapásai ellenére, Brassó maga is hű maradt a Habsburgokhoz. A szintén monarchiapárti háromszéki és csíkszéki székelyek június 8-án csatlakoztak Radu Șerban csapatához Bedő és Máttyus kapitányok (3000 lovas és gyalogos) vezetésével.

## A csata
1603 júliusában több kisebb Habsburg-csapat kelt át a Kárpátokon, és Székely Mózes csapataival csatába szállt Barcaföldvár környékén, ami korai stratégiai győzelmet hozott számukra. Székely nem volt biztos a nyílt csata sikerében az oláh sereg zömével szemben, ezért védekező tartást vett fel, 4000 magyarból, 2000 tatárból és 25 könnyű ágyúból álló seregét Barcarozsnyó közelében egy rögtönzött szekértáborban, összekapcsolt szekerekkel magukat körülvéve. Július 15-én Radu Șerban átkelt a hegyeken, és csatlakozott a többi csapathoz. Az oláh-Habsburg hadsereg összesen 10 000 főből állt: két, egyenként 2000 fős szárnyból és egy 6000 fős főhadseregből, amelyet maga Șerban vezetett. A bal szárnyat a magyar Rácz György, míg a jobbszárnyat a szerb zsoldos, Deli Marko vezette.
A főcsatára július 17-én került sor, amikor az oláh csapatok megtámadták a védekező szekértábort. Hosszan tartó közelharc után a védők súlyos veszteségeket szenvedtek, ezért kitörtek és megpróbáltak elmenekülni. Șerban parancsot adott, hogy üldözzék és vágják le a szökni igyekvőket, köztük Székely Mózest is, aki a megadást megtagadva Brassóba próbált menekülni, hogy megmentse életét, de Rácz lovassága utolérte. A fejedelem bátran védekezett, míg végül egy székely lovas, Katona Mihály súlyosan megsebesítette, Rácz pedig lefejezte.
A csatában az erdélyi sereg jelentős része odaveszett; Szamosközy István szerint a hatezer fős seregnek kevesebb mint fele maradt életben. A demográfiai hatást növelte, hogy az elesettek között nagy számban voltak házasulatlan fiatalok. Számos család több tagját vesztette el, ami az illető család kihalásához vezetett. A legnagyobb veszteségeket az unitáriusok szenvedték el, mivel a fogságba esett katolikusok Sennyey Pongrác illetve a jezsuiták közbenjárására kegyelmet kaptak. Az unitáriusokat vagy kivégezték, vagy pedig váltságíj vagy katolizálás árán szabadultak. Kanyaró Ferenc az unitárius nemesség Mohácsának, Szamosközy István az ország sírjának nevezte csatát. Többek között a csatában lelte halálát Jacobinus János kancellár, az előkelők és nemesek közül báró Apafi Farkas, Kemény János strázsamester, Toroczkai László, Sükösd István, Horinnai Ferenc, Szentpáli János (Torda vármegye főispánja), Kornis Zsigmond és Miklós (Székely Mózes sógorai), Perusith Máté, Siger Zsigmond, Kendeffy Gábor és István, Toroczkai Mátyás, Alárd Gáspár, Dániel Ferenc, Tomori István, Cseréni László, Lázár György, Kabos Farkas, Nyutodi György, Bihari János, Horváth Ferenc, Kálnoki János, Óvári István és Sámuel, Gosztonyi Balázs, Szentei Bálint, Giovanni Fiota (a tüzérség parancsnoka), Aszalai Mátyás, Capturius János, Daczó János, Bodoni János, Tötöri János, Jankó Miklós, Apor János, Henter Benedek és Gáspár, Tompa János és István, Vitzei Gáspár, Maradék Bálint, Bodor Péter és Lőrinc, Bójér Balázs, Glesán Miklós, Gadoczi Péter, Jankovitz Demeter, Szilvási András, Szigeti Pál, Balázsi András és „sok más kiváló férfiú, akik […] nem kevésbé voltak hasznosak békében, mint amennyire jelesek háborúban.”

## Utóhatásai
Radu Șerban 1603 szeptemberéig Erdély uralkodója lett. Annak ellenére, hogy Giorgio Basta kezdetben attól tartott, hogy Șerban a csata után Erdélyt megkísérli magának megszerezni, Vitéz Mihályt utánozva, Basta és a császári biztosok a császár nevében átvették az ország irányítását. Számos vezetőt kivégeztek, birtokaikat elkobozták. A nemeseket birtokuk megváltása címén kötelezték a birtok értékének egy negyedének kifizetésére. A városokra is hatalmas sarcot vetettek ki, és a hűtlennek nyilvánított városokban csak a római katolikus vallás gyakorlását engedélyezték.

## Ábrázolásai
A török háború öt allegóriájá című pergamenre festett olajvázlatkötetet, amelyet Hans von Aachen német festő készített 1607 körül, amikor II. Rudolf császár udvari festőjeként tevékenykedett, a brassói csata allegorikus képe zárja.
A 21. században Deák-Sárosi László kiseposzt írt Nyolcágú csillag – Székely Mózes és a brassói csata címmel.

## Fordítás
- Ez a szócikk részben vagy egészben  a   Battle of Brașov című angol Wikipédia-szócikk ezen változatának fordításán alapul.  Az eredeti cikk szerkesztőit annak laptörténete sorolja fel. Ez a jelzés csupán a megfogalmazás eredetét és a szerzői jogokat jelzi, nem szolgál a cikkben szereplő információk forrásmegjelöléseként.